# Max Weinreich
Max Weinreich (født 22. april 1894 i Goldingen i Guvernement Kurland, død 29. januar 1969 i New York City i USA) var en sprogforsker, som havde specialiseret sig i jiddisch. Han var far til Uriel Weinreich, som redigerede ordbogen Modern Yiddish-English English-Yiddish Dictionary.
Weinreich begyndte sin skolegang i den tyske skole i Goldingen, og efter fire års undervisning overførtes han til det russiske gymnasium i Libau. Dernæst boede han i Dünaburg og Łódź og fra 1909 til 1912 i Sankt Petersborg, hvor han gik på I.G. Eizenbets private jødiske gymnasium for drenge. Weinreich opvoksede i en tysk-talende familie, men blev fascineret af jiddisch.
I 1925 etablerede Weinreich sammen med andre jødiske intellektuelle YIVO - Institute for Jewish Research (jiddisch: Yidisher Visnshaftlekher Institut) i sin lejlighed i Vilnius og var institutdirektør fra 1925 til 1939.
Weinreich opholdt sig i Danmark med sin hustru Regina Shabad Weinreich (datter af den kendte læge og jødiske leder Zemach Shabad fra Vilnius) og deres ældste søn Uriel, da 2. verdenskrig brød ud i 1939. Hun rejste hjem til Vilnius, hvorimod Max og Uriel forblev udenlands og flyttede til New York City i 1940. Weinreichs hustru og yngre søn Gabriel tilsluttede sig dem i den korte periode, hvor Vilnius var en del af det uafhængige Litauen. Weinreich blev professor i jiddisch ved City College of New York og genetablerede YIVO i New York.